# Гацели (Империја)
Гацели је насеље у Италији у округу Империја, региону Лигурија.
Према процени из 2011. у насељу је живело 138 становника. Насеље се налази на надморској висини од 263 м.